# Eduard Koning (muzikant)
Eduard Koning is een Nederlands pianist en tekstschrijver. Hij werkte jarenlang samen met Wieteke van Dort en haar typetje Tante Lien. 

## Biografie
Koning leerde Van Dort in 1968 kennen in haar tijd bij het ABC-cabaret, een cabaretgezelschap opgericht door Wim Kan. Samen speelden ze de kindervoorstelling Pluimpje Peperkoek (onder regie van Peter van der Linden), het chansonprogramma De achterkant van het geluk en het nostalgische muziekprogramma Kun je nog zingen, zing dan mee (met Willem Nijholt). Voor Studio Scarabee speelde Koning in twee producties, Fata Banana (1971) en Witstrip (1973). 
Vanaf 1972 begeleide Koning Van Dort op de piano en vleugel tijdens haar optredens in de rol van Tante Lien, onder andere in de Late Late Lien Show. Hij schreef ook de meeste van haar teksten en was met onder andere Harry Bannink verantwoordelijk voor de muziek. Koning was zowel in de theaters als op de radio en televisie aan haar zijde te zien en horen.
Later werkte Koning op het Koninklijk Conservatorium in Den Haag en bleef hij optreden.